# Sautee Nacoochee
Sautee Nacoochee es un lugar designado por el censo ubicado en el condado de White en el estado estadounidense de Georgia. En el año 2010 tenía una población de 363 habitantes.

## Geografía
Sautee Nacoochee se encuentra ubicado en las coordenadas 34°41′16″N 83°40′34″O / 34.68778, -83.67611.